# 細川美菜子
細川 美菜子（ほそかわ みなこ、11月30日 - ）は、日本の女性声優。兵庫県出身。プロダクション・エース所属。

## 人物
専門学校 大阪ビジュアルアーツ・アカデミー（旧ビジュアルアーツ専門学校）声優コース卒。2018年、在校1年生時にKADOKAWA 新作アニメ歌唱アイドル声優オーディションのグランプリを受賞し、「音楽隊ウィッチーズ(仮)」（連盟空軍航空魔法音楽隊ルミナスウィッチーズ）渋谷いのり役を獲得。同年8月、ワールドウィッチーズシリーズ10周年記念イベント「みんながいたからデキたこと！」にてデビュー。以降ルミナスウィッチーズのメンバーとして同アニメ声優及び、歌唱を担当。
特技は変顔、水泳。 趣味はお菓子作り。方言は関西弁。
生牡蠣とソシャゲを好物とする。
二人姉妹の妹。

## 出演
太文はメインキャラクター。

### テレビアニメ
2022年
- 連盟空軍航空魔法音楽隊ルミナスウィッチーズ（渋谷いのり）[5][1]
- 史上最強の⼤魔王、村⼈Aに転⽣する（女子生徒）[1]
- ラブライブ!スーパースター!!2期[1][6]

2023年
- レベル1だけどユニークスキルで最強です（ブラックパーティー女性）[1]

2025年
- 履いてください、鷹峰さん（女子生徒A）[6]

### ゲーム
2021年
- Last Light（ミキ）[1]

2022年
- The Lord of the Parties（スティア）[1]

### ボイスドラマ
2021年
- 四つ子ぐらし（宮美二鳥）[1]

### その他
- 御室ムスメ（観自在平形）[1]
- 加古川市まちの魅力発信キャラクター「かこのちゃん」[7]
- ドゥームズデイRE:LIFE vol.5[8]

### 舞台・朗読劇
| 作品名                                               | 役名                 | 公演日                                                    | 主催                     |
| ---------------------------------------------------- | -------------------- | --------------------------------------------------------- | ------------------------ |
| 舞台『青空メロディーズ～We are baseball girls!!～』  | 沖田 楓              | 2024年2月1日 (木) ～ 2024年2月4日 (日)                    | 青空メロディーズ         |
| 第十九回課外授業 朗読劇『東京怪獣物語』再演          | マンドル             | 2024年3月12日 (火) 〜 2024年3月17日 (日)※出演は14日､16日  | 爆走おとな小学生         |
| 舞台『青空メロディーズ〜2nd melody〜』               | 沖田 楓              | 2024年7月24日 (水) 〜 2024年7月28日 (日)                  | 青空メロディーズ         |
| イノセントギアカンパニー リーディングライブ 『椿姫』 | プリュダンス         | 2024年11月8日 (金) 〜 2024年11月10日 (日)※出演は10日      | イノセントギアカンパニー |
| 赤ずきんVS青ずきん～仁義なき姉妹喧嘩～               | 妖魔アリシア         | 2025年1月23日 (木) 〜 2025年1月26日 (日)※出演は24日､26日  | フェアリーテイルシアター |
| 舞台『INNOCENT WORLD』                               | ルイーズ・ベルナール | 2025年6月10日 (火) 〜 2025年6月15日 (日)※出演は11日～15日 | 劇団ココア               |
| 舞台『青空メロディーズ 〜Last melody〜』             | 沖田 楓              | 2025年7月24日 (木) ～ 2025年7月27日 (日)                  | 青空メロディーズ         |

### イベント
→ルミナスウィッチーズでの活動については「連盟空軍航空魔法音楽隊ルミナスウィッチーズ」を参照
2022年
- はたなび+ 公開収録[17]（7月2日､エル・おおさか※ゲスト出演）
- 御室ムスメと一緒に護摩祈願[18]（10月29日､30日､仁和寺）

2023年
- 御室ムスメと一緒に護摩祈願 昼御膳とともに[19]（5月3日､4日､仁和寺）
- 細川美菜子生誕祭2023 〜細い川が少し大きくなりました〜[1][20]（12月2日、Naked Loft YOKOHAMA）

2024年
- 御室ムスメと一緒に護摩祈願 2024冬 with 食事作法[21][22]（2月23日、24日仁和寺※アシスタント出演）
- おと小草野球 season2 第5戦目[23]（7月14日、小豆沢野球場A面※ゲスト出演）
- MISHIMALIVE♡vol.3〜みしまちゃんpresents〜[24]（8月12日、＃chord※ゲスト出演）
- MIO FAN EVENT vol.5 2024夏、みお祭り『縁日』[25]（8月11日、西荻BETTYROOM※ゲスト出演）
- MISHIMALIVE  Vol.4 ✩朗読劇 × Special Live✩[26]（10月6日、ブルースクエア四谷※ゲスト出演）
- 鳴海米がち収穫祭2024～ほうさくのまい～（10月19日、稲刈りを含むバスツアー※声のみ通話ゲスト出演）
- 細川美菜子生誕祭2024～細い川が更に大きくなったよ♡～ ほそ子のお誕生日会[27]（11月24日、LOFT HEAVEN）

2025年
- フェアリーテイルシアター 新年オープニングイベント[28]（1月11日、参宮橋トランスミッション※ゲスト出演）
- MISHIMALIVE♡Vol.6〜みしまちゃんpresents〜[29]（1月13日、BUZZ LIVE渋谷※ゲスト出演）
- MISHIMALIVE ♡Vol.7〜みしまちゃんpresents〜[30]（2月7日、CHIC HALL SHIBUYA※ゲスト出演）
- MISHIMALIVE♡Vol.9〈朗読劇 × Special Live〉[31][32]（3月23日、＃chord※ゲスト出演）
- まるでお祭り⁉︎夜市♯2 in BETTYROOM nishiogi[33]（4月17日、西荻BETTYROOM※ゲスト出演）
- MISHIMALIVE♡Vol.10〜みしまちゃんpresents〜[34]（5月4日、CHIC HALL SHIBUYA※ゲスト出演）
- おはようエレメンタリー  DEBUT LIVE[35]（5月4日、CHIC HALL SHIBUYA※ゲスト出演）
- おはようエレメンタリー定期ライブVol.2[36]（5月24日、BUZZ LIVE 渋谷※ゲスト出演）
- INNOCENT LABYRINTH×WORLD トークイベント[37][38]（6月14日､萬劇場※ゲスト出演）
- 御室ムスメと一緒に護摩祈願 ～旧御室御所特別拝観、金堂特別内拝による仁和寺体験の深みへ～[39]（7月5日､6日､仁和寺）
- 細川美菜子生誕祭2025[40]（11月30日、LOFT HEAVEN）